# Cúp quốc gia Wales 1878–79

## Vòng Một
|       | Caernarvon Athletic | 0 – 1 | Bangor | Caernarvon |
| 15:00 |                     |       |        |            |

|       | Friars School | 1 – 0 | Rhyl | Maes-y-dre Bangor |
| 15:00 |               |       |      |                   |

|  | Newtown White Star | 4 – 1 | Aberystwyth Town |  |  |
|  |                    |       |                  |  |  |

| ngày 19 tháng 10 năm 1878 | Gwersyllt Foresters | 1 – 1    | Rhosllanerchrugog | Stansty Park |
|                           |                     | Chi tiết |                   |              |

|  | Chirk | 1 – 0 | Ruabon Rovers |  |  |
|  |       |       |               |  |  |

|  | Llangollen | 8 – 1 | Mold |  |  |
|  |            |       |      |  |  |

|  | Druids | w/o | Civil Service (Wrexham) |  |  |
|  |        |     |                         |  |  |

| ngày 19 tháng 10 năm 1878 | Corwen | 0 – 2 | Wrexham | Corwen |  |
|                           |        |       |         |        |  |

Nguồn: Welsh Football Data Archive

### Đá lại
|  | Rhosllanerchrugog | 3 – 0 | Gwersyllt Foresters |  |  |
|  |                   |       |                     |  |  |

Source: Welsh Football Data Archive
Oswestry đi thẳng vào vòng tiếp theo.

## Vòng Hai
|  | Rhosllanerchrugog | w/o | Bangor |  |  |
|  |                   |     |        |  |  |

|  | Chirk | 1 – 0 | Trinity Shrewsbury |  |  |
|  |       |       |                    |  |  |

|  | Llangollen | 0 – 1 | Newtown White Star |  |  |
|  |            |       |                    |  |  |

| ngày 27 tháng 11 năm 1878 | Friars School | 1 – 3    | Wrexham | School Ground, Bangor |
|                           |               | Chi tiết |         |                       |

|  | Oswestry | 6 – 0 | Civil Service (Wrexham) |  |  |
|  |          |       |                         |  |  |

Source: Welsh Football Data Archive
Newtown đi thẳng vào vòng tiếp theo.

## Vòng Ba
|  | Newtown | 3 – 1 | Chirk |  |  |
|  |         |       |       |  |  |

|  | Bangor | 2 – 2 | Newtown White Star |  |  |
|  |        |       |                    |  |  |

Source: Welsh Football Data Archive

### Đá lại
|  | Bangor | 1 – 3 | Newtown White Star |  |  |
|  |        |       |                    |  |  |

Source: Welsh Football Data Archive
Wrexham đi thẳng vào vòng tiếp theo..

## Bán kết
|  | Newtown White Star | 1 – 1 | Newtown | Newtown |  |
|  |                    |       |         |         |  |

| ngày 25 tháng 1 năm 1879 | Wrexham | 2 – 0    | Oswestry | Salisbury Park, Wrexham                                |  |
| 2:50pm                   |         | Chi tiết |          | Lượng khán giả: 1,500 Trọng tài: T. B. Burnett, Ruabon |  |

Source: Welsh Football Data Archive

### Đá lại
|  | Newtown | 1 – 3 | Newtown White Star | Rhyl |
|  |         |       | Dr D Gray ??'      |      |

Source: Welsh Football Data Archive

## Chung kết
| Newtown White Star | 1 – 0 | Wrexham |
| ------------------ | ----- | ------- |
| E Rees 60'         |       |         |

| Newtown White Star | Wrexham |